# Vălcineț, Ocnița
Vălcineț (în ucraineană Волчінец, transliterat: Volcineț) este satul de reședință al comunei cu același nume  din raionul Ocnița, Republica Moldova.

## Istorie
Satul a foste menționat în scris pentru prima dată în anul 1597:
„În anul 7105 <1597>.

Iată noi: Ion mare pitar, și Lupul Balș sulger, și Eremia armaș, și Necoară armaș și Pătrașcu cămăraș de la pitărie, scriem și dăm știre cu această scrisoare a noastră că au venit înaintea noastră Mărica, fiica lui Bainschi, nepoata lui Cârstea, și fiul ei, Gavril, de a lor bună voie, de nimeni siliți și nici asupriți, și au vândut, ea împreuna cu fiul ei, a sa dreaptă ocină și moșie, a treia parte din satul Volocinți, ce este pe Nistru, în ținutul Sorocii, însă partea din jos, din vatră și din câmp. Aceasta au vândut panului Macrii mare armaș și soției lui, Nastea, pentru o sută de taleri numărați...

A scris Pepelea uricar, la Suceava, februarie 5.”

## Demografie

### Structura etnică
Structura etnică a satului conform recensământului populației din 2004:
| Grup etnic         | Populație | % Procentaj |
| ------------------ | --------- | ----------- |
| Ucraineni          | 1.664     | 87,17%      |
| Moldoveni / Români | 165       | 8,64%       |
| Ruși               | 68        | 3,56%       |
| Găgăuzi            | 6         | 0,31%       |
| Polonezi           | 2         | 0,1%        |
| Bulgari            | 1         | 0,05%       |
| Alții              | 3         | 0,16%       |
| Total              | 1.909     | 100%        |

## Galerie de imagini
Biserica „Nașterea Maicii Domnului” din localitate, monument ocrotit de stat.
Alte locuri

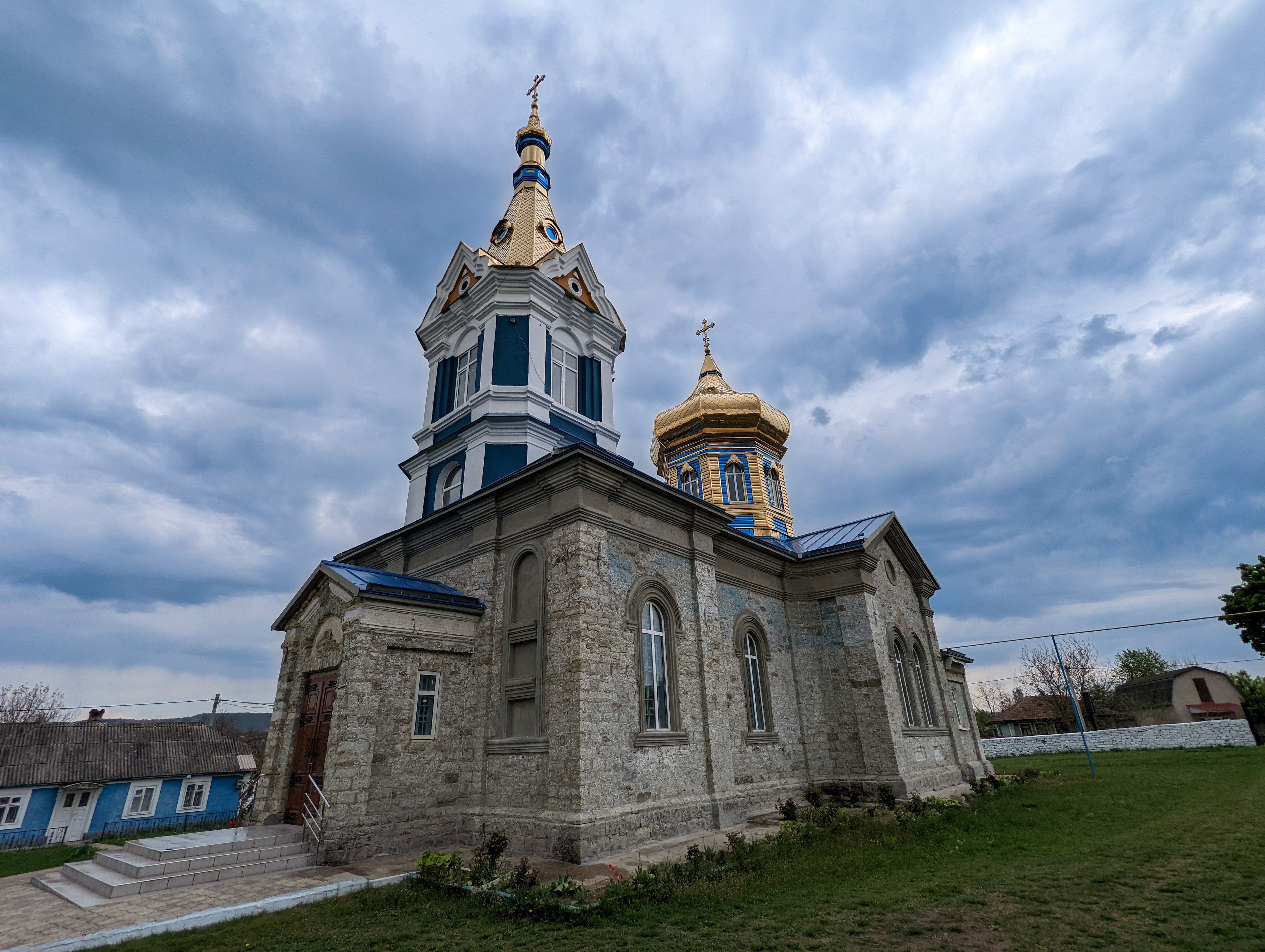
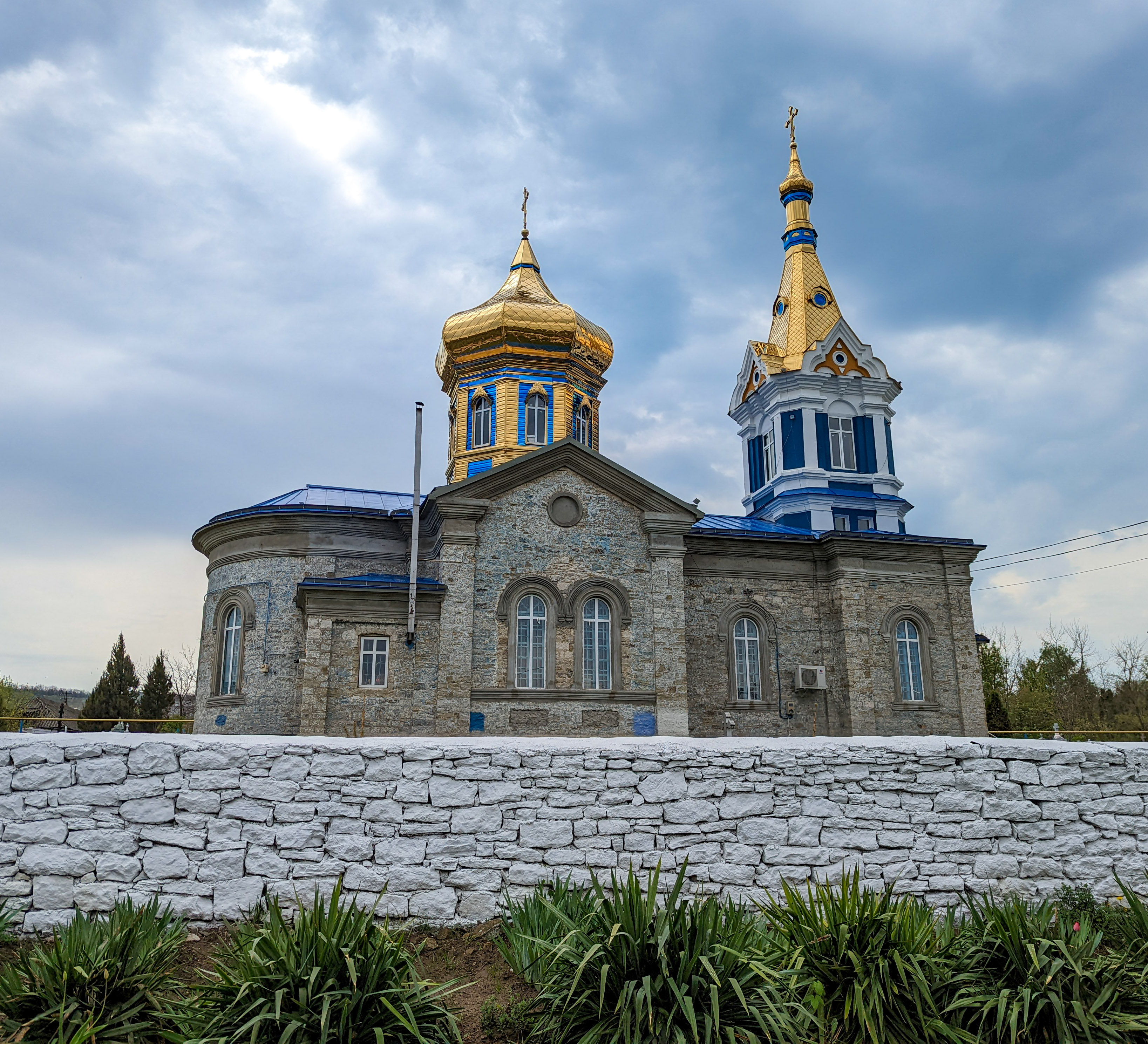
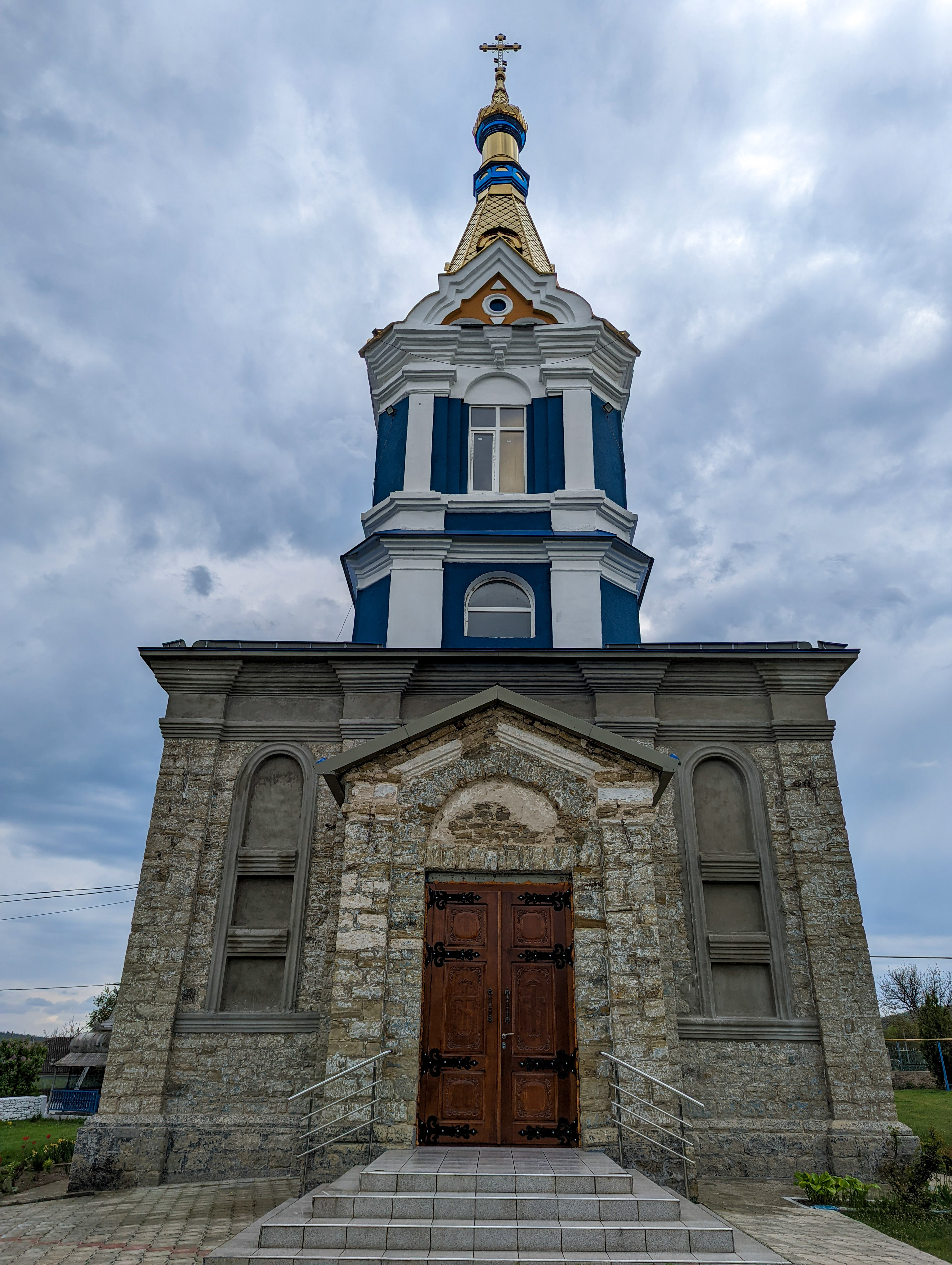
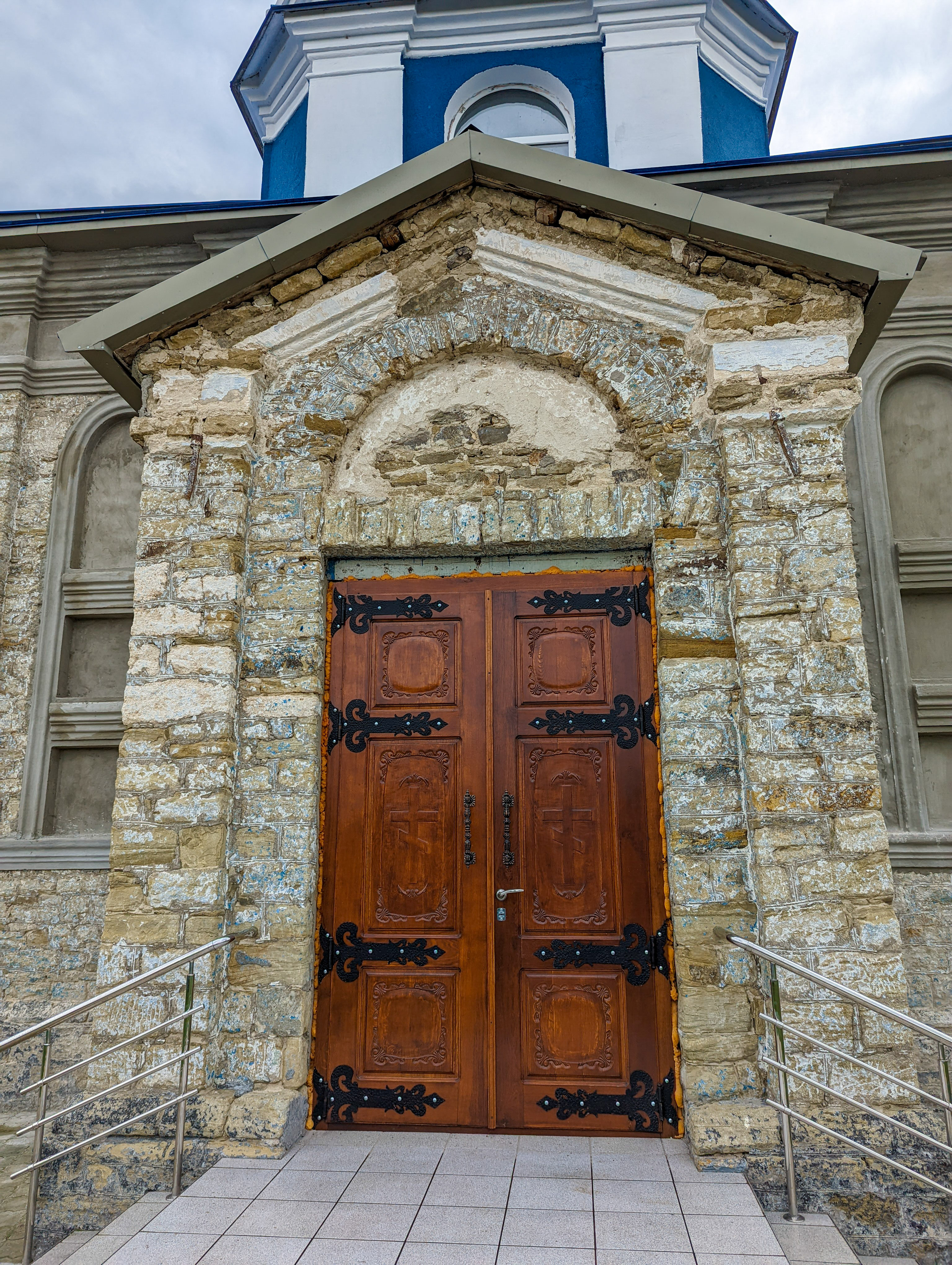
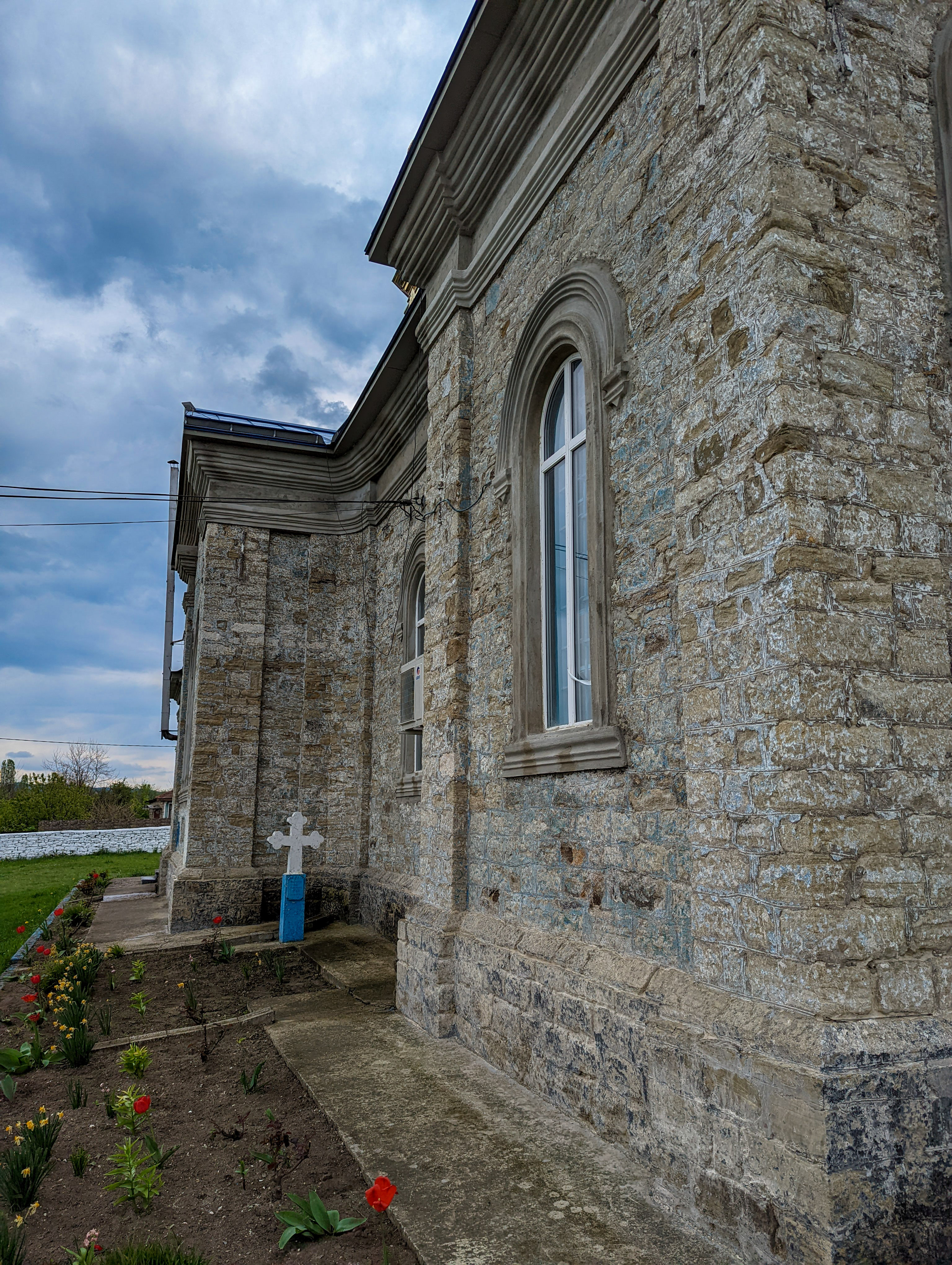

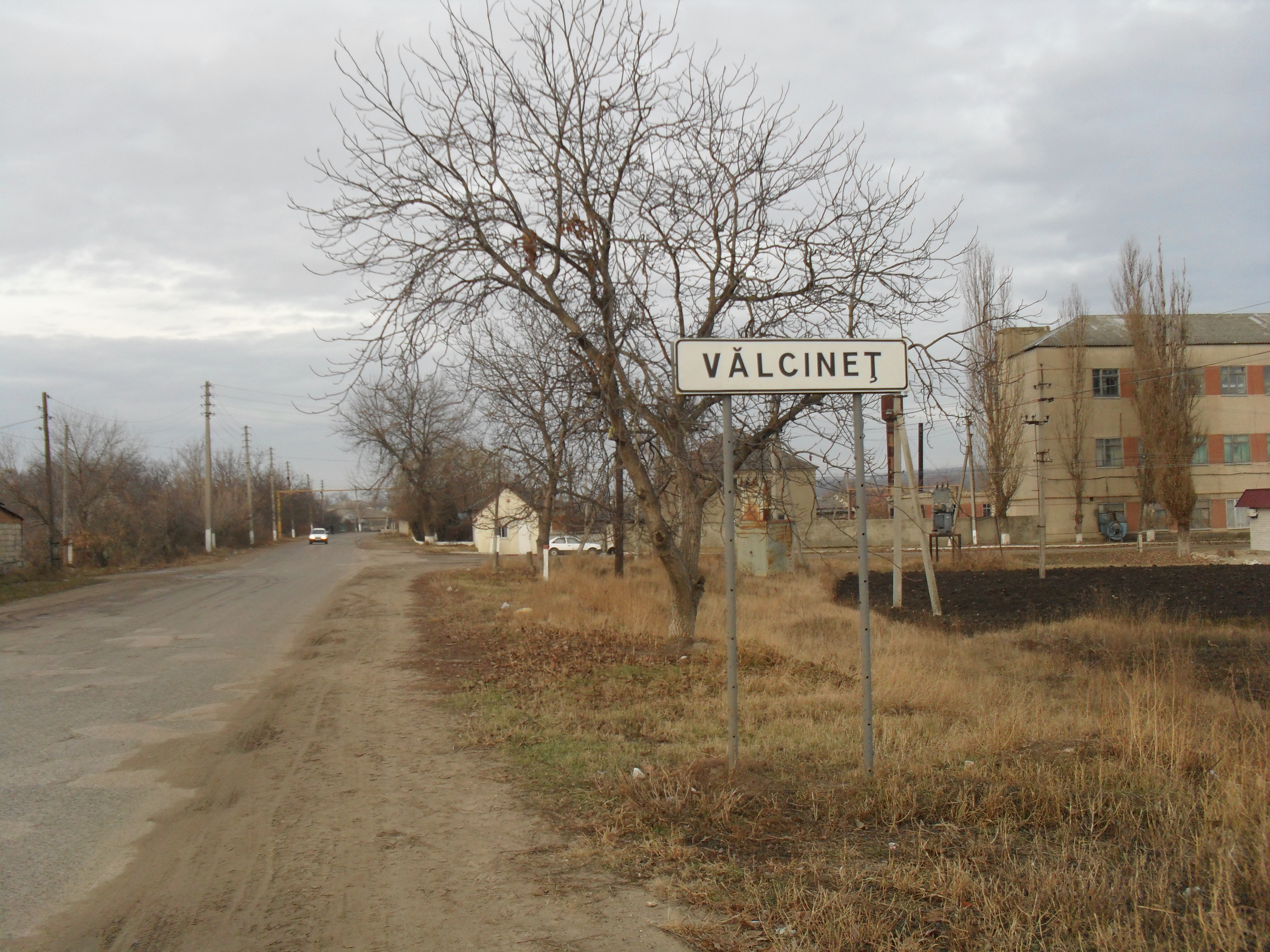
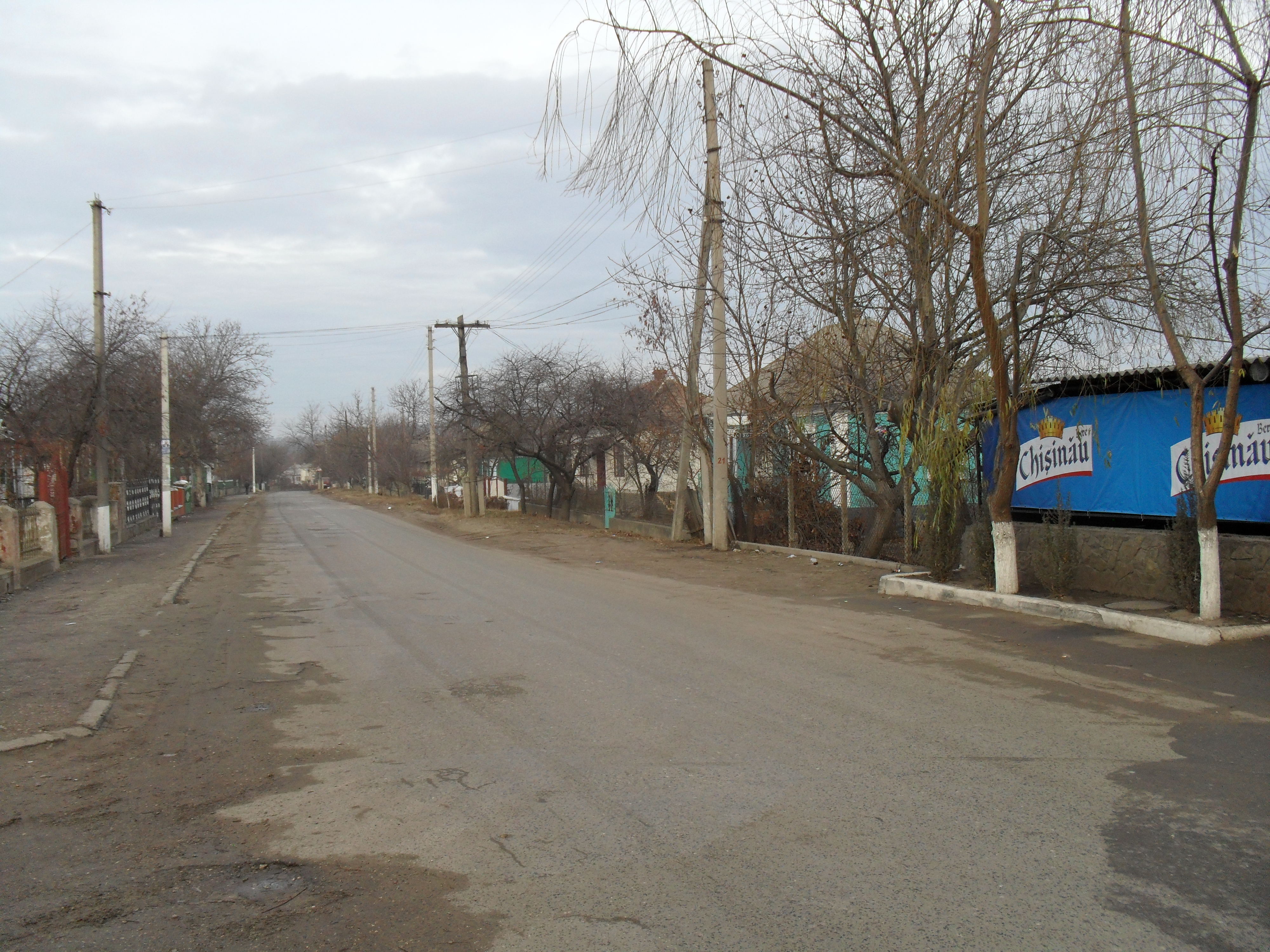
Pe o stradă din localitate
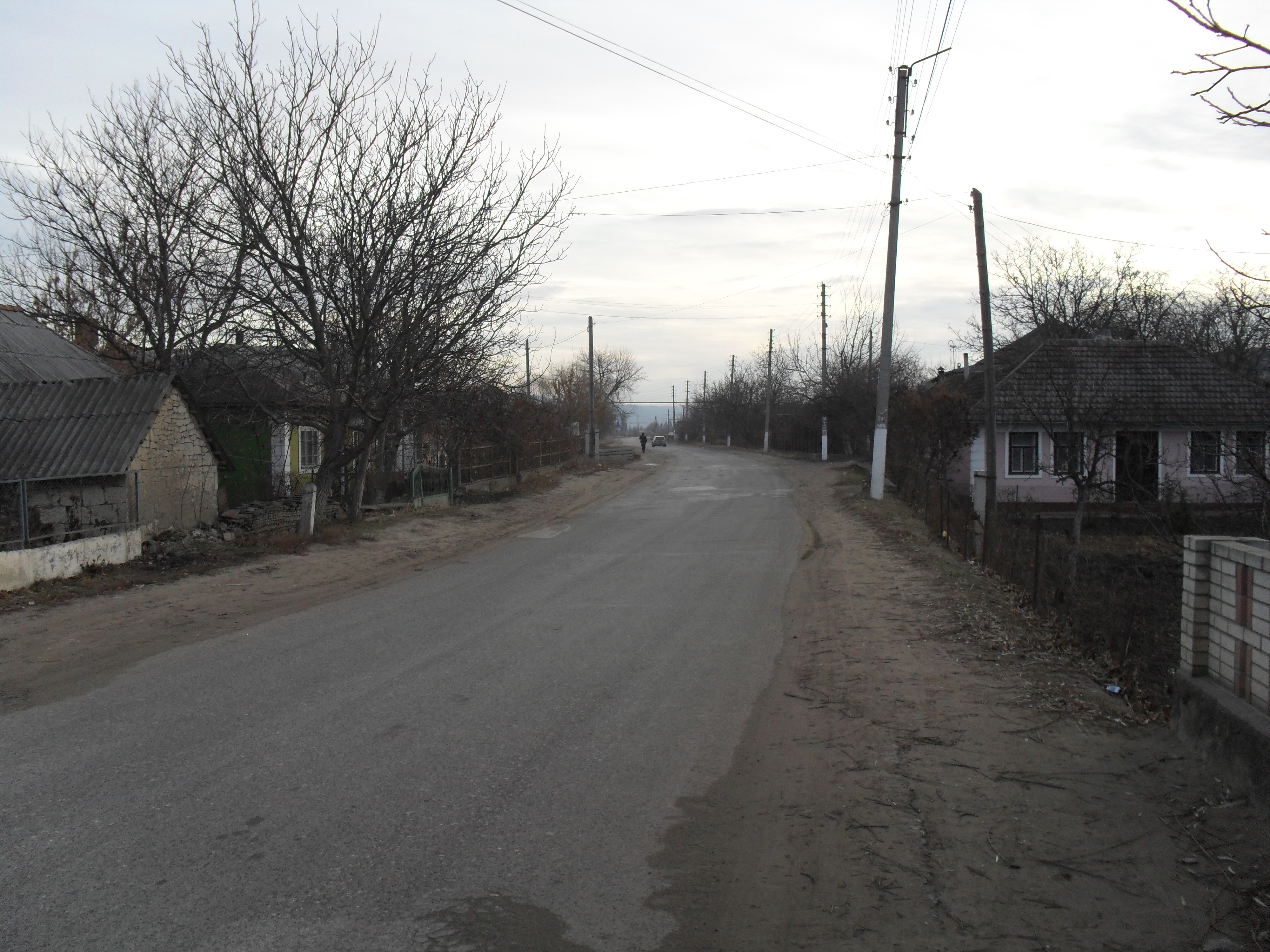
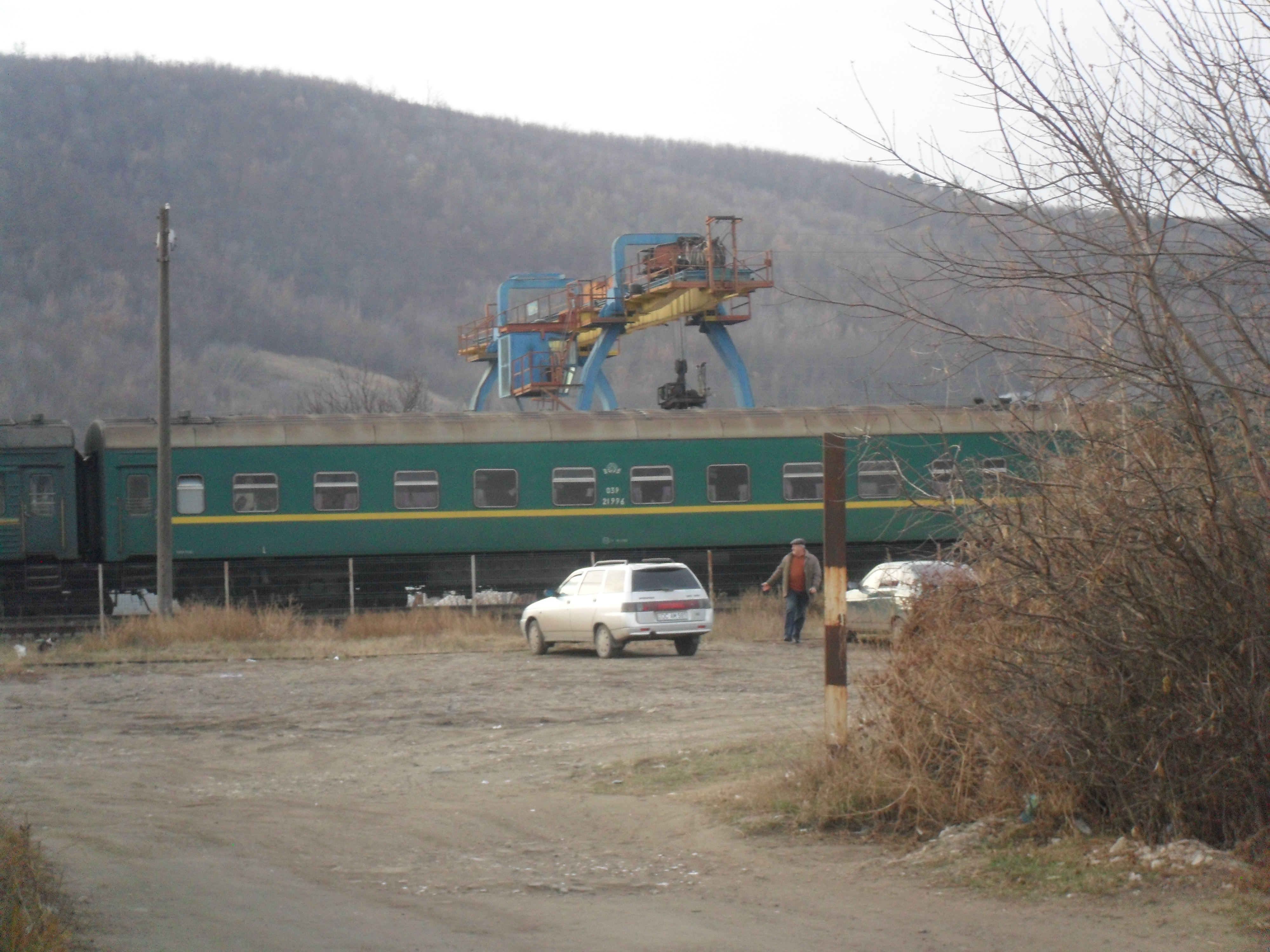
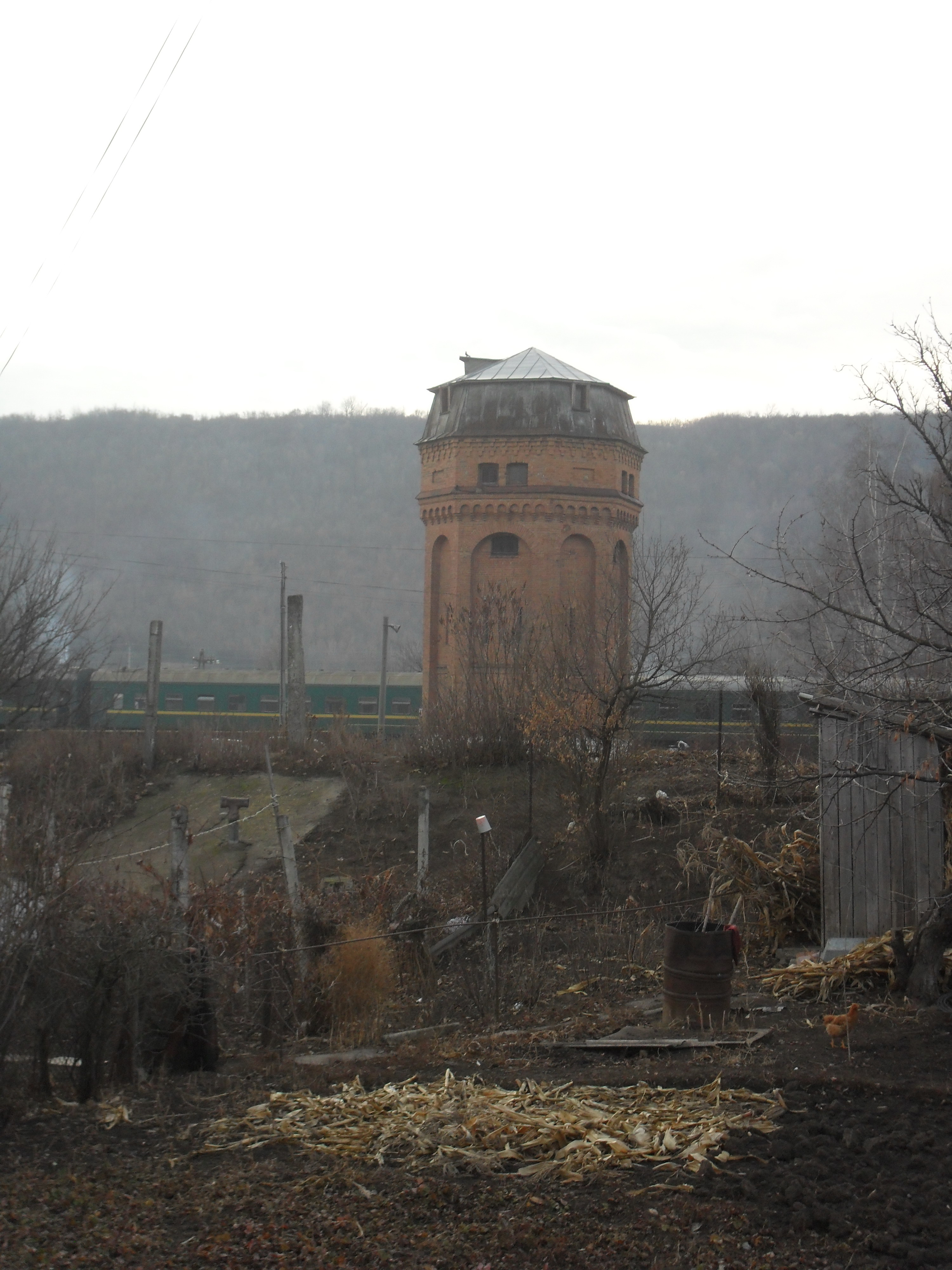
Turn lângă gara Vălcineț
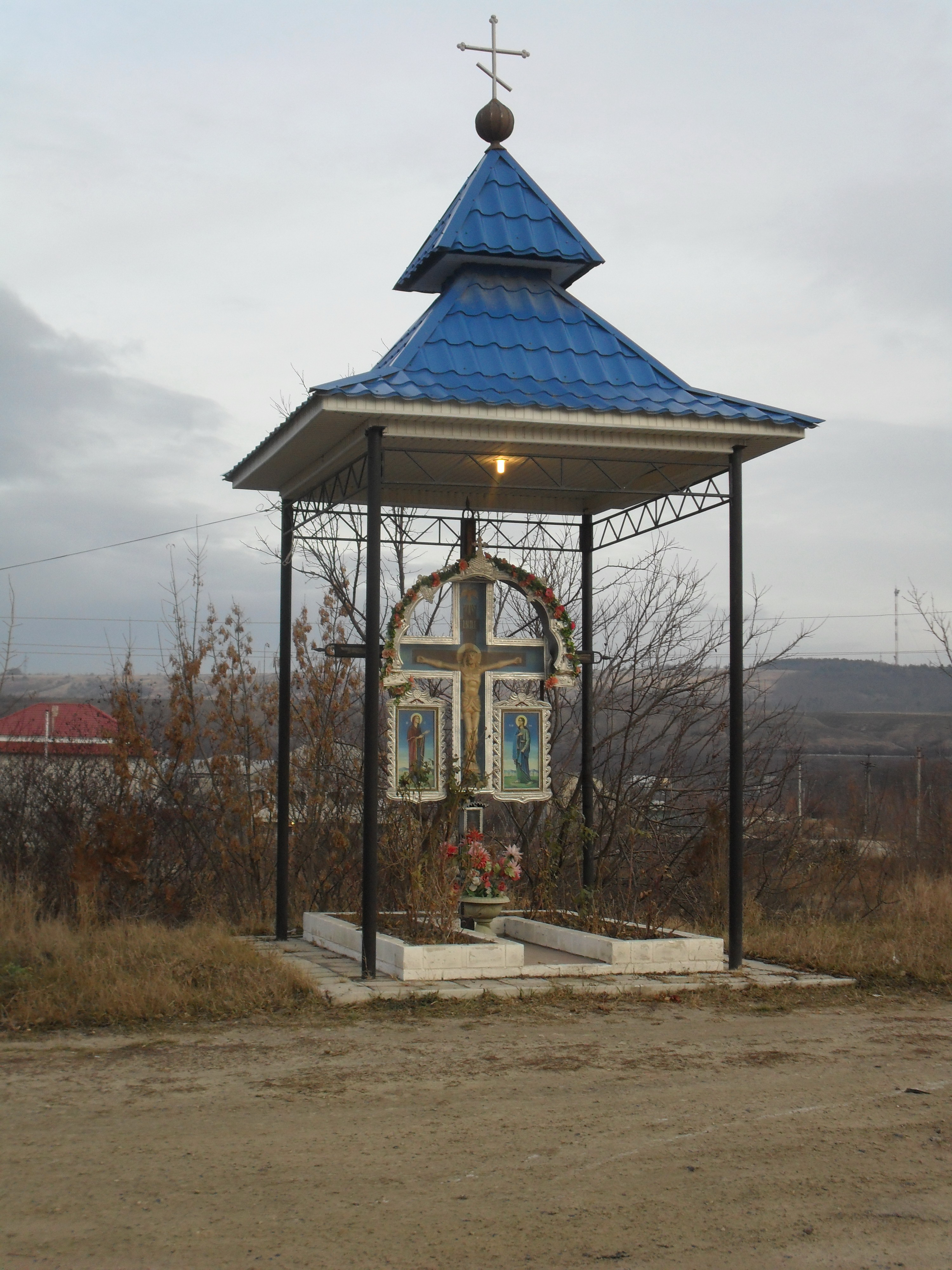
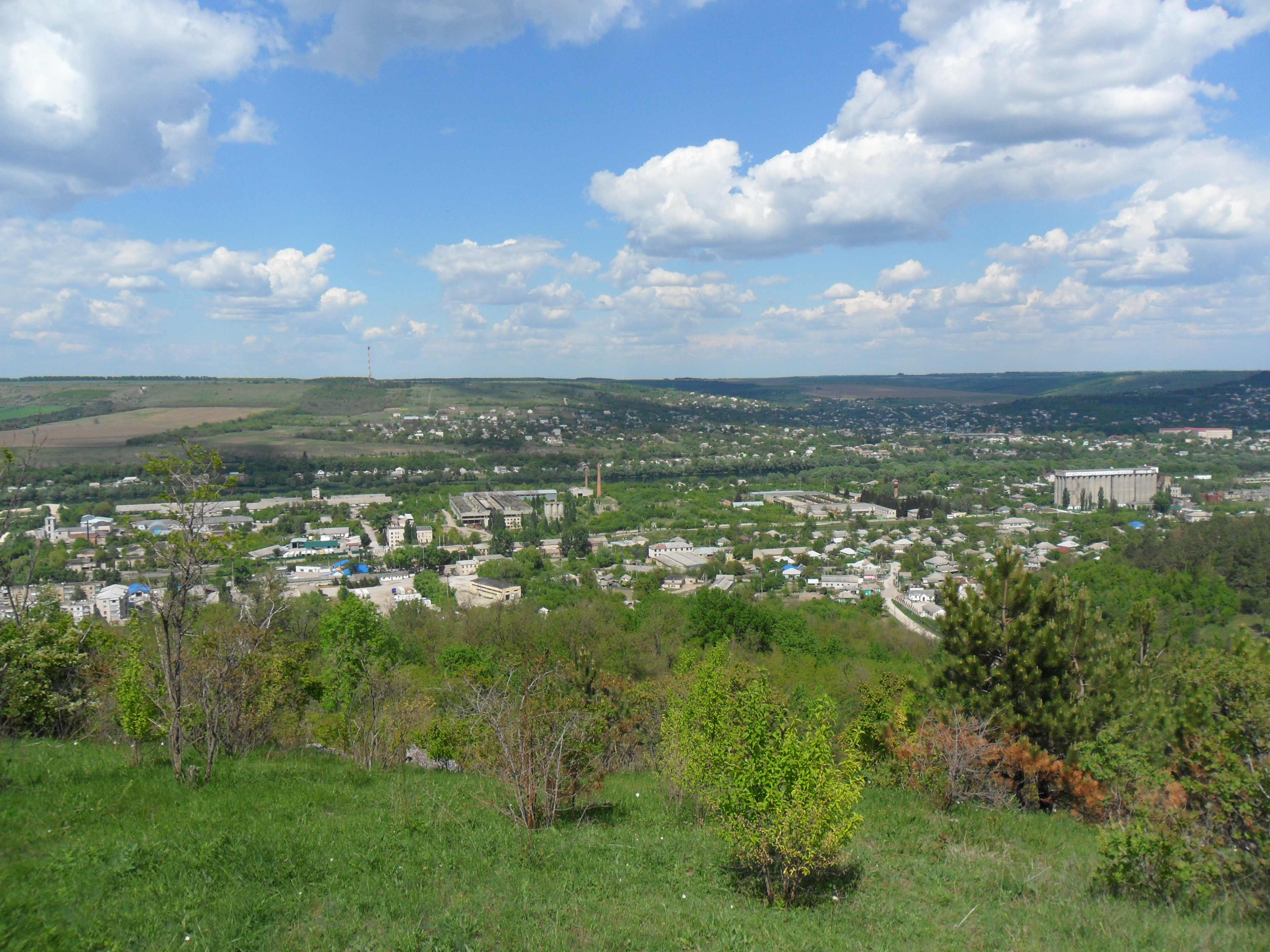
Panoramă a satului, văzut de pe malul ucrainean.
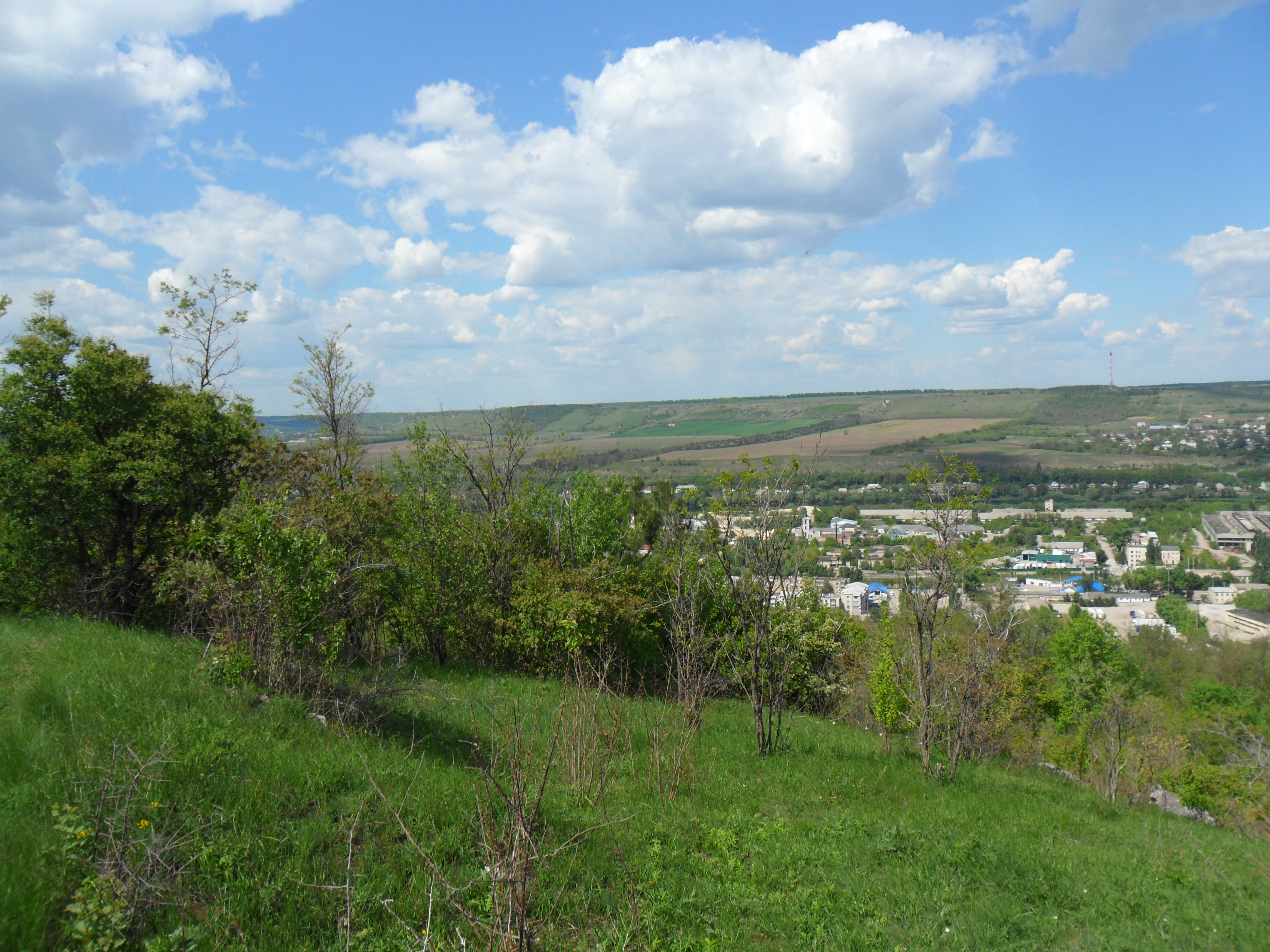